# Хіросакі (замок)
Замок Хіросакі (яп. 弘前城, Hirosaki-jō) — японський замок хараяма-стилю, збудований 1611 року. Був резиденцією клану Цугару, клану з 47 000 коку тодзама-даймьо, який правив доменом Хіросакі в провінці] Муцу. Зараз це центр міста Хіросакі, Префектура Аоморі, Японія. Його також називали Замок Такаока (яп. 鷹岡城 or 高岡城, Takaoka-jō).
Замок Хіросакі має розміри 612 метрів зі сходу на захід і 947 метрів з півночі на південь. Територія замку розділена на шість концентричних балей, які раніше були обнесені стінами і розділені ровами. Він незвичайний тим, що його теншу періоду Едо і більша частина його обрисів залишилися недоторканими. Відомий історик і письменник Шиба Рьотаро назвав його одним із "Семи відомих замків Японії" у своїй серії подорожніх нарисів "Кайдо во Юку" ("Kaidō wo Yuku").

## Історія

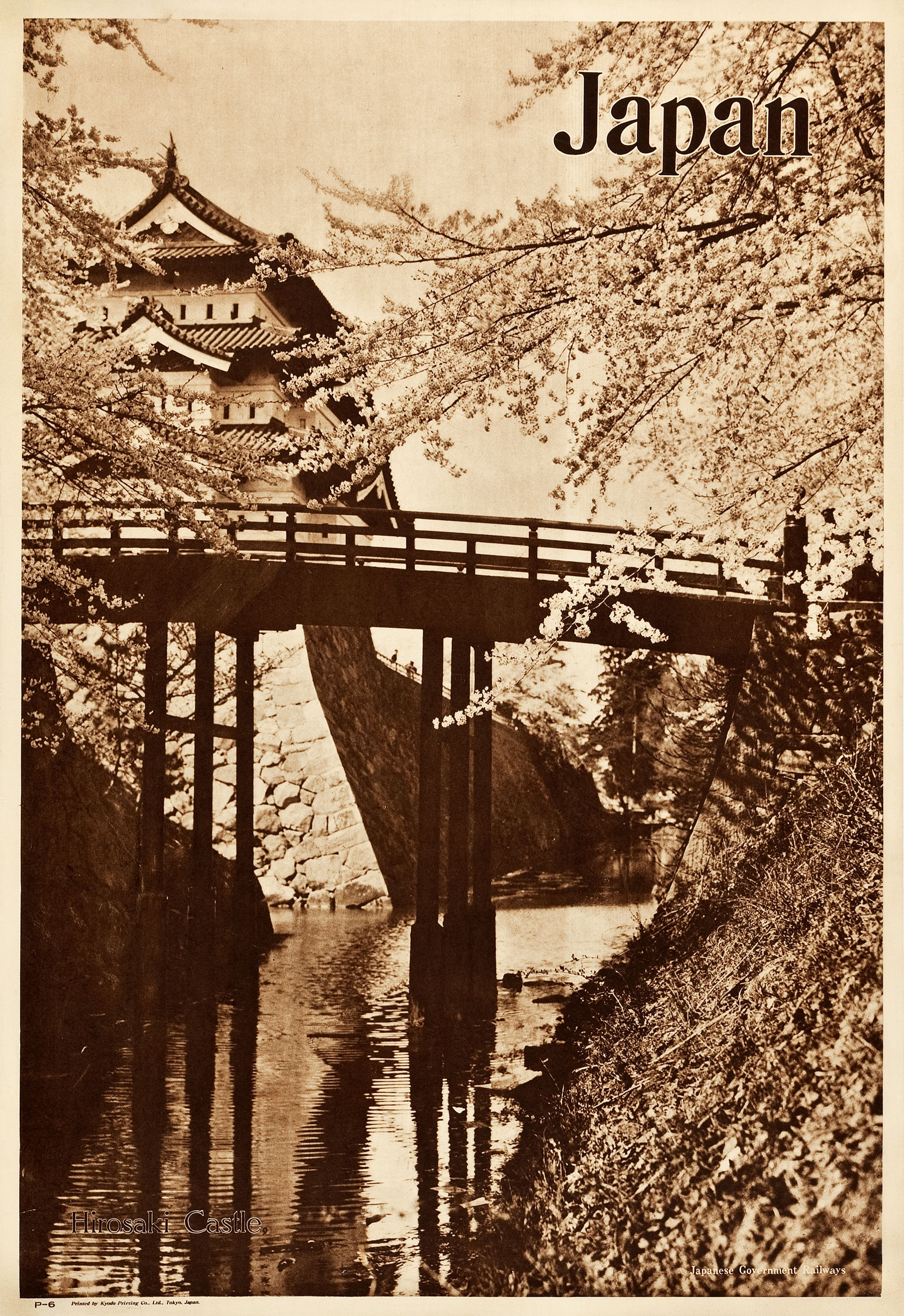
Замок Хіросакі, зображений на туристичному плакаті 1930-х років

Під час пізнього періоду Сенгоку колишній вассал Намбу Оура Таменобу отримав від Тойотомі Хідейосі 45 000 коку за його участь у битві при Одаварі в 1590 році. У той час він взяв прізвище Цугару. У битві при Секіґахара він виступив на боці Токугави Іеясу і згодом був затверджений лордом князівства Хіросакі, доходи якого зросли до 47 000 коку .
У 1603 році він розпочав роботу над замком у Хіросакі, але роботи були призупинені після його смерті у Кіото в 1604 році. Роботи відновив його наступник Цуґару Нобухіра у 1609 році, який розібрав замки Хорікосі та Тюра на будівлі та матеріали, щоб пришвидшити їхнє завершення.
Нинішній замок був завершений у 1611 році. Однак у 1627 році в 5-поверховий теншу влучила блискавка і знищила пожежа. Його не відбудовували до 1810 року, коли була зведена теперішня 3-поверхова споруда, але в південно-східному куті, а не в початковому південно-західному розташуванні.  Її збудував 9-й даймьо, Цуґару Ясучіка.
Після реставрації Мейдзі та подальшого скасування системи хань клан Цугару здав замок новому уряду Мейдзі . У 1871 році в замку стояв гарнізон загону японської імператорської армії, а в 1873 році будівлі палацу, школа бойових мистецтв і більшість стін замку були знесені. У 1894 році клан Цугару подарував територію замку уряду для створення парку, який відкрився для відвідувачів наступного року. У 1898 році у колишньому Третьому Бейлі 8-ї дивізії ІДЗ було створено склад зброї. У 1906 році дві ягури, що залишилися, згоріли. У 1909 році на місці теншу була встановлена чотириметрова бронзова статуя Цугару Таменобу. У 1937 році вісім споруд замку отримали захист від уряду як «національне надбання». Однак у 1944 році, під час розпалу Другої світової війни, всю бронзу замку, включаючи черепицю та прикраси, було знято для використання у військових цілях.
У 1950 році, відповідно до нової системи охорони культурних цінностей, усі вцілілі споруди в замку (за винятком Східних воріт Третього Бейлі) були названі національно важливими культурними цінностями (ICP) . У 1952 році територія замку отримала додатковий захист, коли її було номіновано як Національний історичний об'єкт. У 1953 році, після реконструкції, Східна брама Третього Бейлі також отримала статус ICP, таким чином, загалом дев'ять споруд у замку отримали такий захист. 
Широкі археологічні розкопки 1999-2000 років виявили фундаменти колишніх палацових споруд і синтоїстського храму. У 2006 році замок Хіросакі увійшов до списку "100 найкращих замків Японії" за версією Японської фундації замків.
Для того, щоб відремонтувати кам’яні стіни замку безпосередньо під теншу, весь теншу було переміщено восени 2015 року, і вона буде повернута на своє початкове місце не раніше 2025 року. 

## Споруди та сади

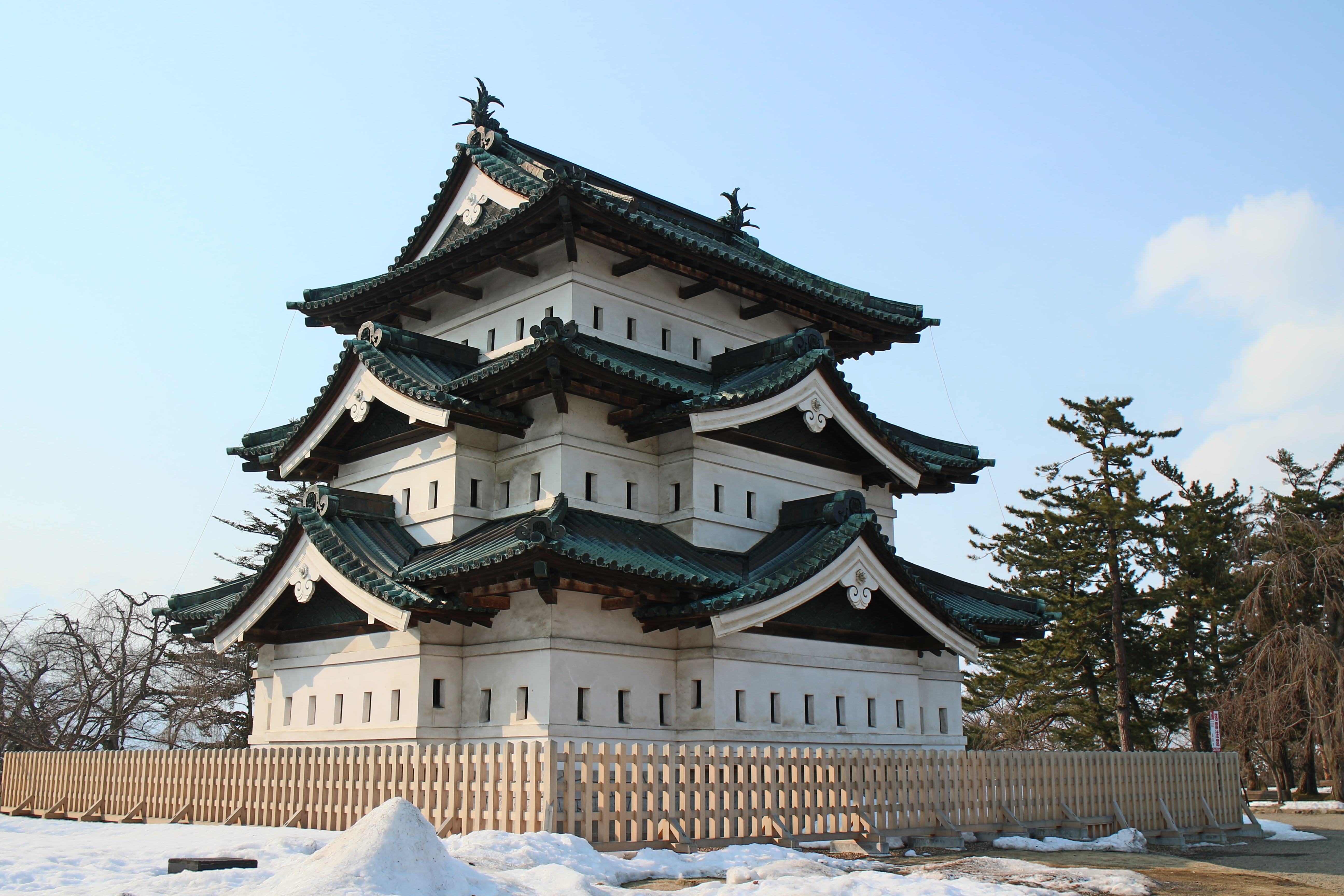
Сторожова вежа замку Хіросакі

Нинішній теньшу замку було завершено у 1811 році. Це триповерхова будівля з трьома дахами, висотою 14,4 метра. Вона менша за розмірами, ніж ранні різновиди теньсю періоду Едо, і збудована на розі внутрішнього двору на місці ягури, а не на кам'яній основі первісного теньсю. Невеликий розмір частково пояснюється обмеженими фінансами володіння наприкінці періоду Едо, але його розташування і дизайн також мали на меті зменшити занепокоєння, яке могло б виникнути у сьогунату Токугава, якби було збудовано більшу споруду. Зараз це окрема споруда, що стоїть окремо, але до 1896 року до неї була прибудована сторожка.
Теншу оточений трьома збереженими ягурами періоду Едо (ягура Ніномару Тацумі, ягура Ніномару Хіцудзісару, ягура Ніномару Усітора), з боку другого під'їзду, та п'ятьма збереженими воротами (ворота Санномару Тьомон, східні ворота Санномару, південні ворота Ніномару, східні ворота Ніномару, північні ворота Кітанокурува) у стінах другого та третього під'їздів. Всі ці споруди, включаючи сам теньсю, є культурними цінностями національного значення. На території замку також знаходиться вціліла замкова вартівня, хоча вона була перенесена в інше місце на території замку. 
Парк Хіросакі, що оточує територію замку, є одним з найвідоміших місць цвітіння сакури в Японії. Понад мільйон людей насолоджуються 2600 деревами парку (які були висаджені в 1903 році) під час фестивалю сакури мацурі, коли цвіте сакура, зазвичай під час японських свят "Золотого тижня" наприкінці квітня і на початку травня.

## Важливі культурні пам'ятки

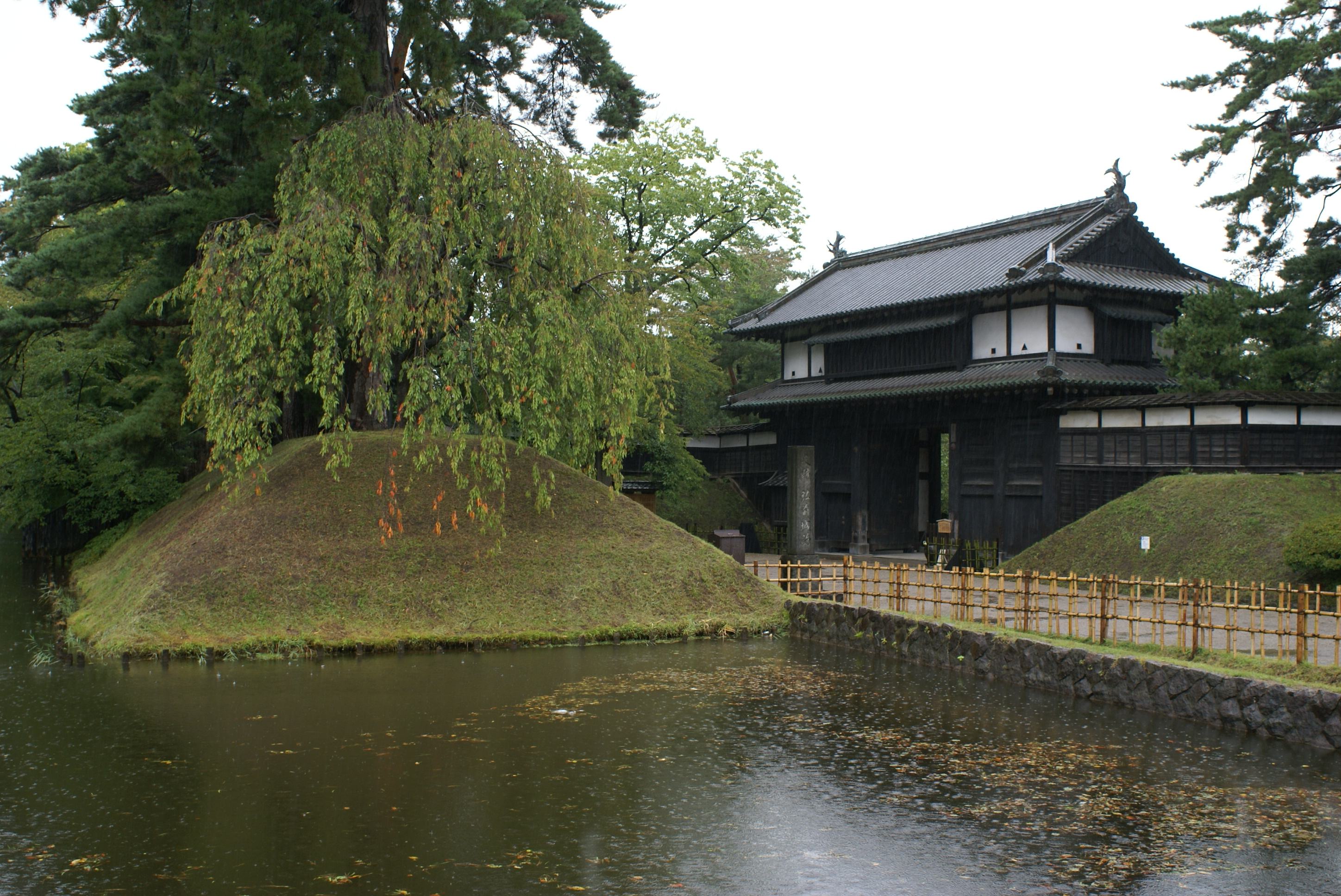
Sannomaru Ōtemon Gate, ICP
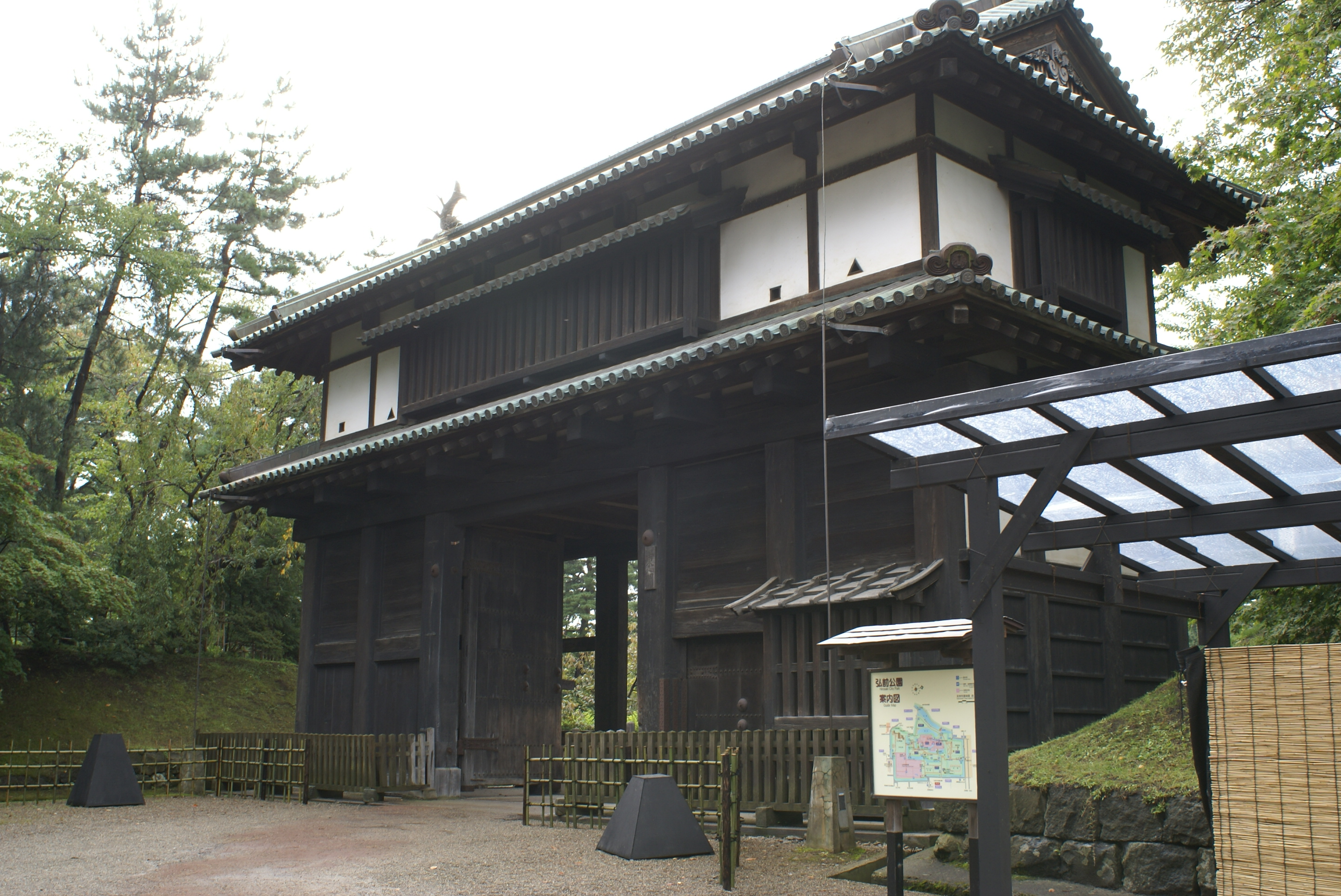
Sannomaru Higashi Gate, ICP
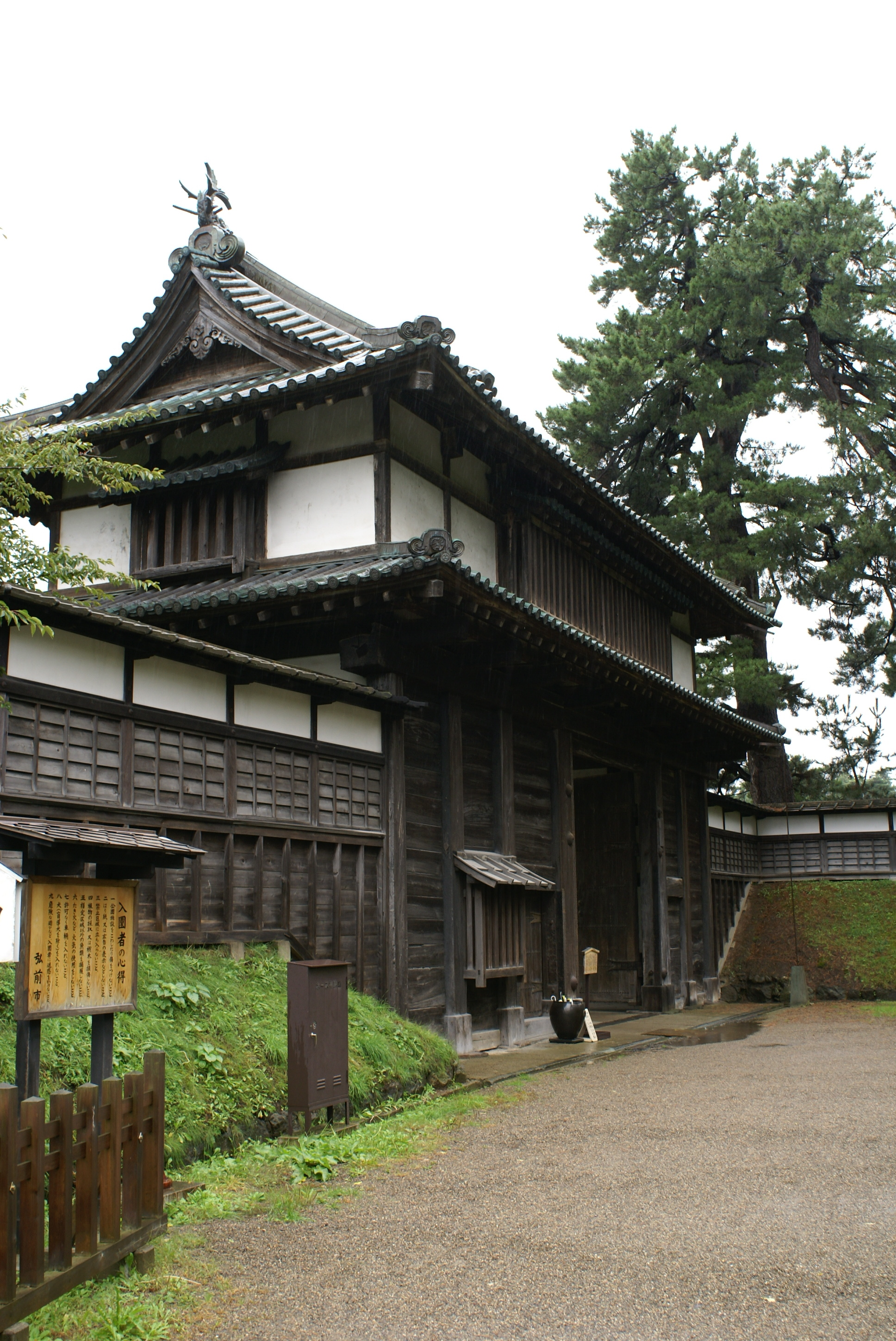
Kitanokuruwa North Gate, ICP
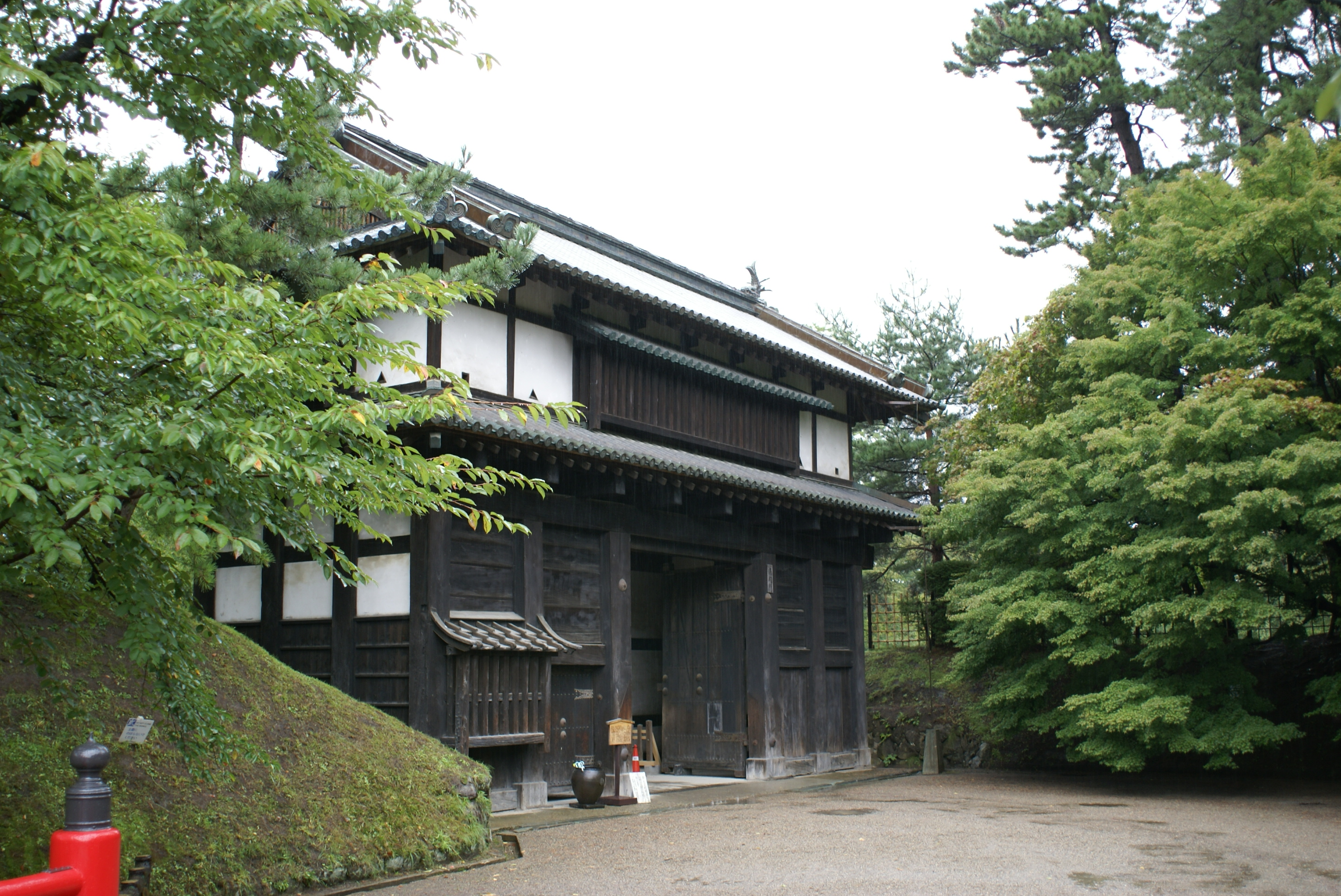
Ninomaru South Gate, ICP
Ninomaru East Gate, ICP [9]
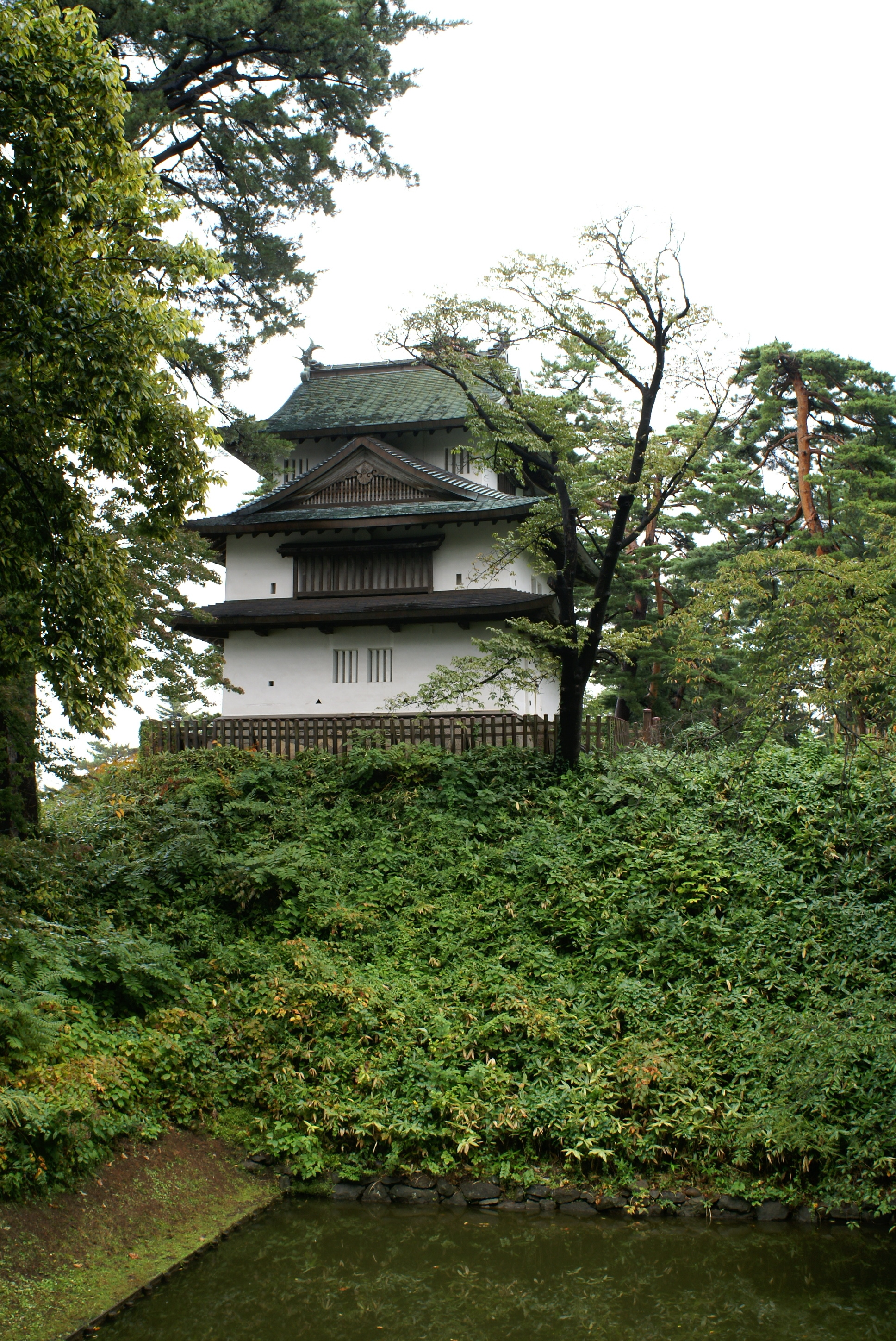
Ninomaru Hitsujisaru Yagura, ICP
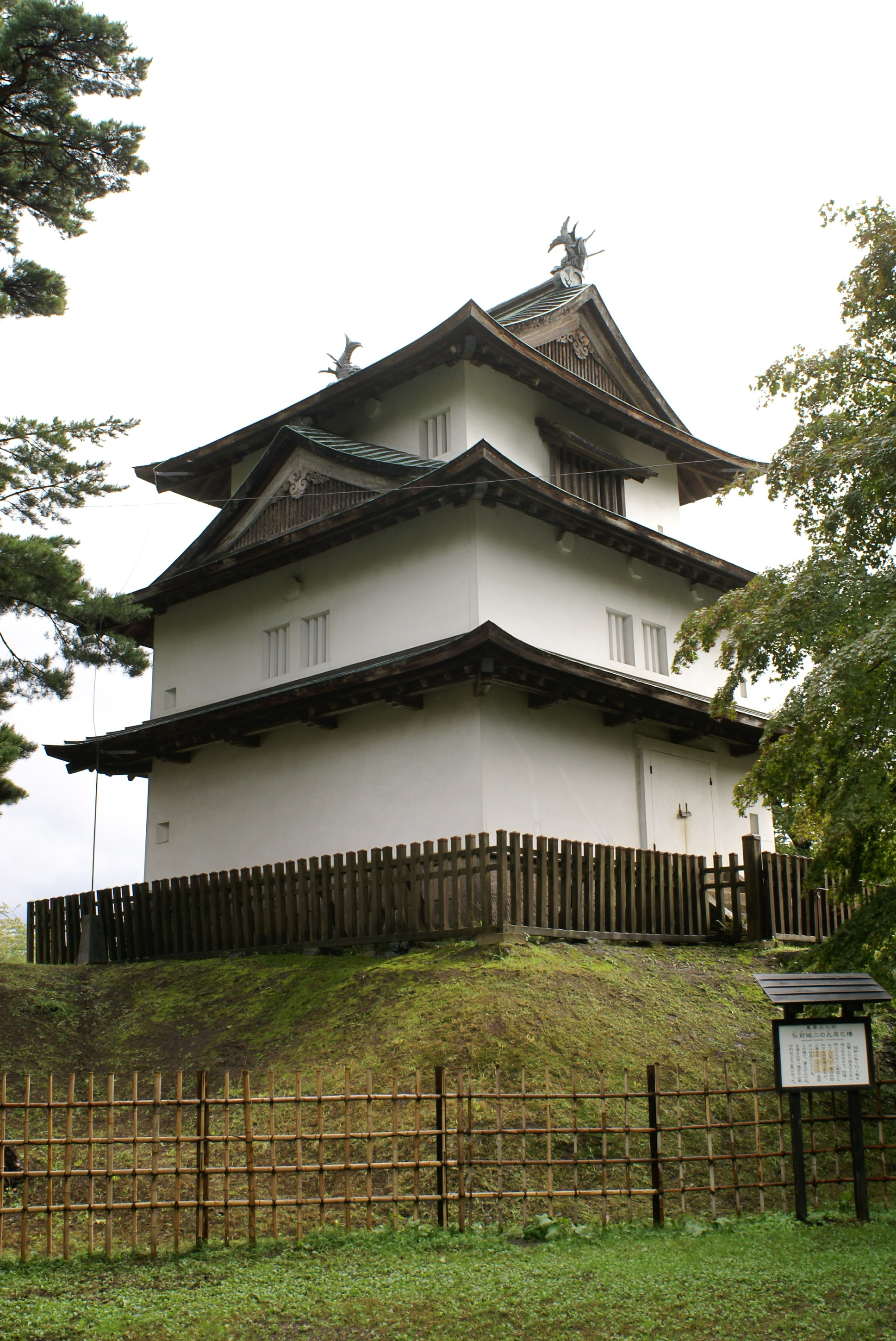
Ninomaru Tatsumi Yagura, ICP
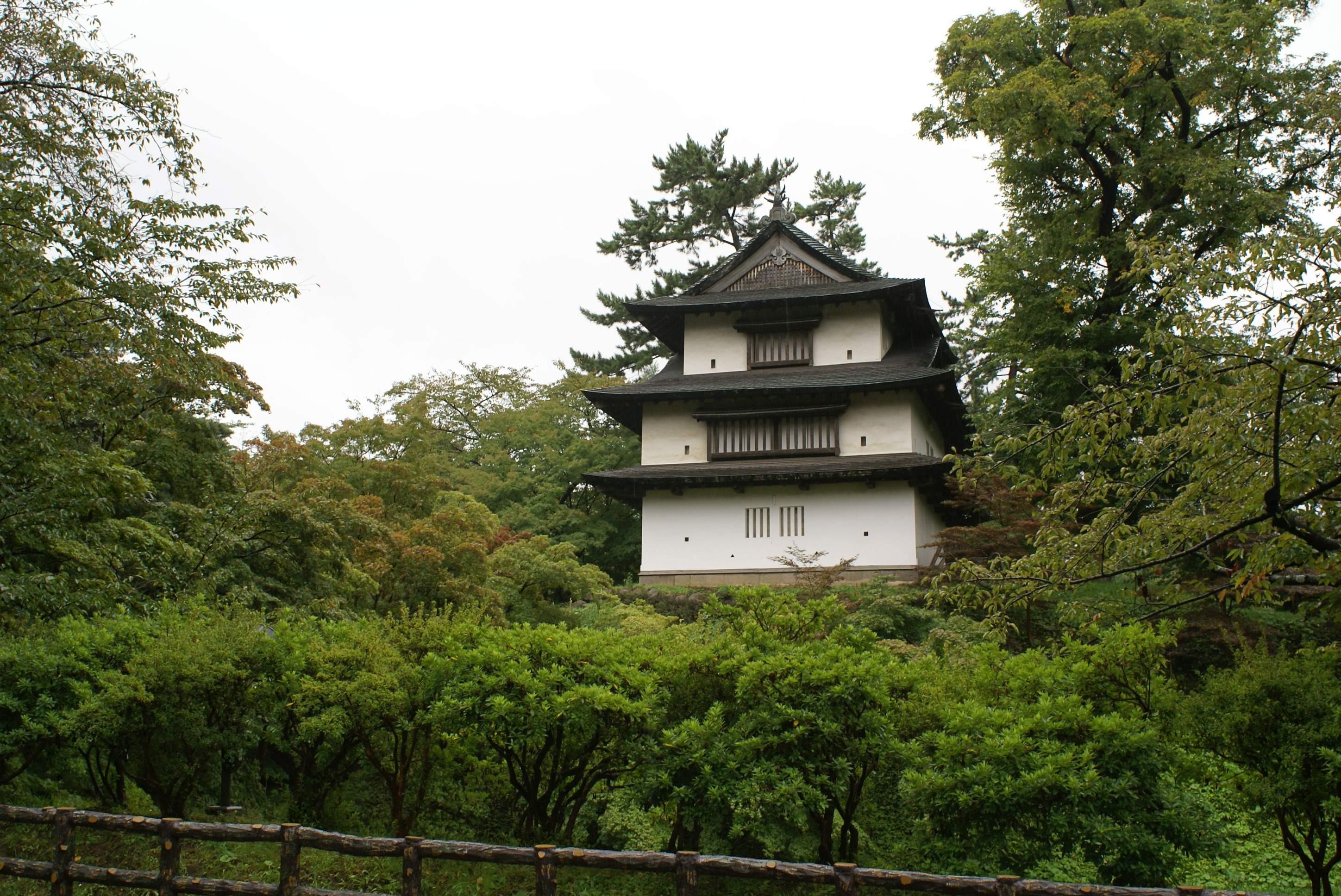
Ninomaru Ushitora Yagura, ICP
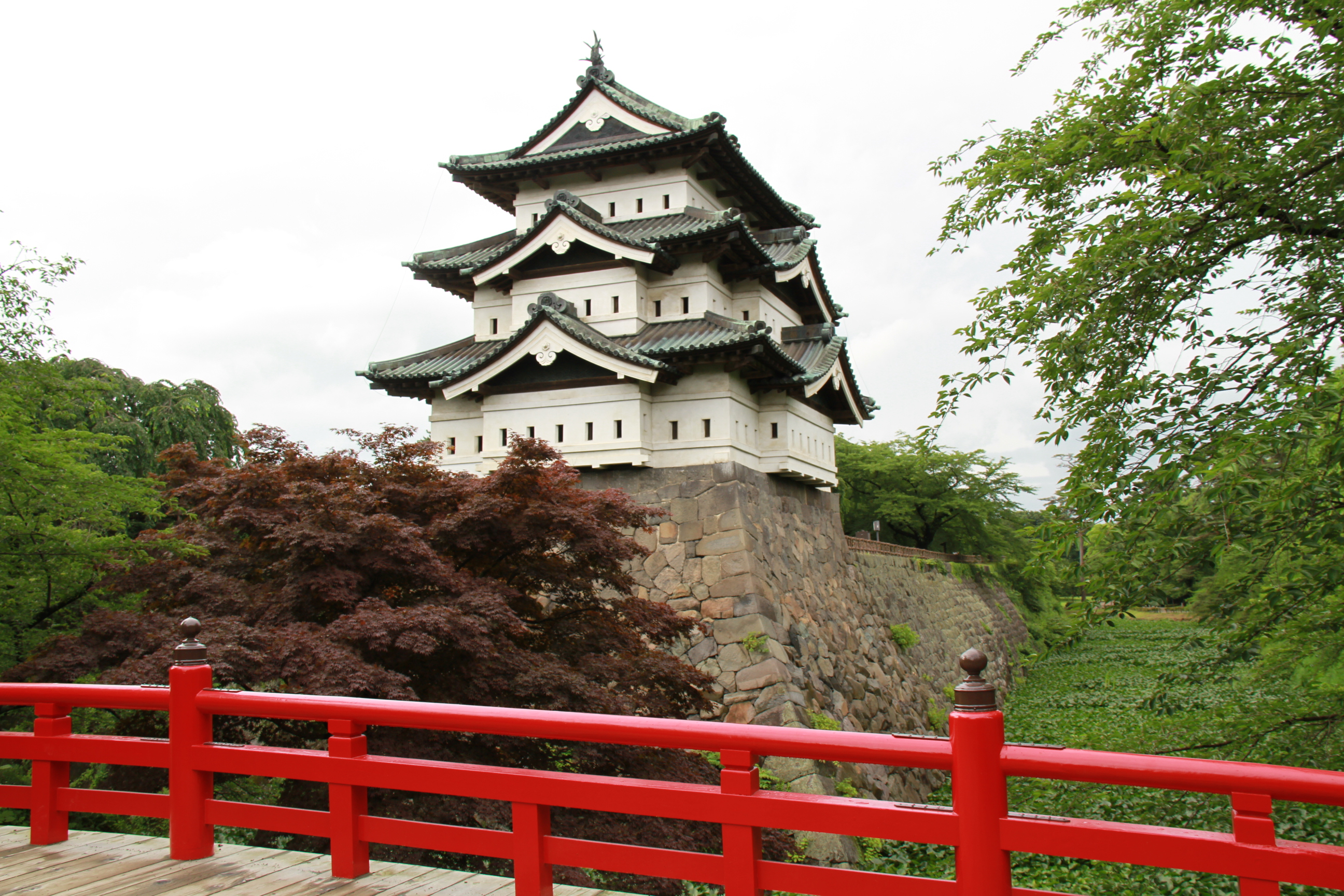
Hirosaki Castle Tenshu, ICP